# کوین برول
کوین برول (انگلیسی: Kevin Broll؛ زادهٔ ۲۳ اوت ۱۹۹۵) بازیکن فوتبال اهل آلمان است.
از باشگاه‌هایی که در آن بازی کرده‌است می‌توان به باشگاه فوتبال دینامو درسدن اشاره کرد.